# 泡妞專家
《泡妞專家》 是台灣導演朱延平1996年的一部愛情片電影，羅百吉、金城武、蘇有朋、朱茵、林小樓主演，全長84分鐘。

## 人物
| 角色     | 演員   |
| 金毛強   | 羅百吉 |
| 蘇有培   | 蘇有朋 |
| 王大利   | 金城武 |
| 阿音     | 朱茵   |
| 美美     | 林小樓 |
| 阿音母   | 吳敏   |
| 大利父   | 黃一飛 |
| 經理     | 陳為民 |
| 特別客串 | 鄭家榆 |
| 特別客串 | 楊思敏 |
| 特別客串 | 陽淑華 |
| 特別客串 | 張瑞竹 |
| 特別客串 | 鄭艷麗 |
| 特別客串 | 李佩玲 |

## 外部連結
- 開眼電影網上《泡妞專家》的資料（繁體中文）
- 香港影庫上《泡妞專家》的資料（繁體中文）
- 豆瓣电影上《泡妞專家》的資料 （简体中文）
- 时光网上《泡妞專家》的資料（简体中文）
- 互联网电影数据库（IMDb）上《泡妞專家》的资料（英文）